# Netzschkau
Netzschkau là một đô thị ở huyện Vogtland, bang tự do Sachsen, Đức. Đô thị Netzschkau có diện tích 12,52 km², dân số thời điểm ngày 31 tháng 12 năm 2006 là 1361 người. Đô thị Netzschkau có cụ ly 6 km về phía đông nam Greiz, và 21 km về phía tây nam Zwickau.